# Vojenské tažení Johany z Rožmitálu
Vojenské tažení královny Johany z Rožmitálu bylo krátkou vojenskou kampaní vojska české zemské hotovosti svolané českou královnou a pověřenou zemskou regentkou Johanou z Rožmitálu, manželkou českého krále Jiřího z Poděbrad, proti uherskému vojsku vedeného uherským králem a českým vzdorokrálem Matyášem Korvínem v rámci česko-uherských válek. Proběhlo v rámci několika týdnů mezi Prahou a západním prostorem středních Čech. Mobilizované české vojsko se nakonec s Uhry nestřetlo ve velkém vojenském střetu, neboť Korvín po zprávách o návratu vojska Jiřího z Poděbrad ze Slezska byl nucen od tažení upustit a ustoupil zpět na Moravu.
Nejen v kontextu pozdního středověku byl politický krok královny Johany ke svolání vojenské hotovosti v době manželovy nepřítomnosti mimořádně rozhodným a samostatným gestem, stejně jako raritním případem vojenského angažování se královen či vládkyň do přímých vojenských akcí.

## Pozadí

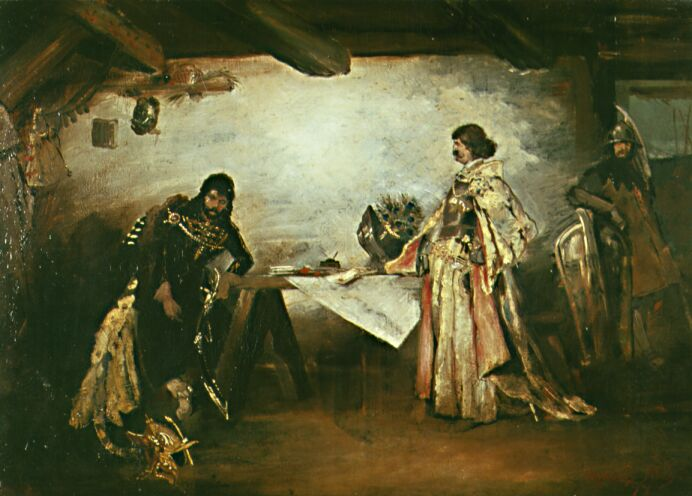
Setkání Jiřího z Poděbrad s Matyášem Korvínem v kovárně v Úhrově (malba M. Alše)

Dne 23. prosince 1466 prohlásil papež Pavel II. Jiřího z Poděbrad jako kacíře za sesazeného z trůnu a vyhlásil proti kališnickým Čechám křížovou výpravu. Klatba zahrnovala také Jiřího manželku a královnu Johanu z Rožmitálu, pokřtěnou katoličku, stejně jako Jiřího syny Viktorína a Jindřicha, vojevůdci královských vojsk. Útokům houfů křižáků z okolních zemí, stejně jako akcím domácí katolické Zelenohorské jednoty, vojska Jiřího z Poděbrad úspěšně čelila. V březnu roku 1468 zahájil přímý boj vykonavatel papežské klatby uherský král Matyáš Korvín. Vpadl na Moravu a postupně likvidoval Jiřího pozice: postupně byla dobyta Třebíč, opevněný klášter Hradisko u Olomouce, posléze po půlročním obléhání také hrad Špilberk v Brně. Výprava Čechů proti Matyášovým vojskům skončila katastrofou, když v bitvě u Zvole bylo české vojsko rozprášeno a jeho velitel Zdeněk Kostka z Postupic byl smrtelně zraněn.
Začátkem února roku 1469 se Korvín se silným vojskem vydal na tažení do Čech znovu, byl však obklíčen u Vilémova a po osobním jednání s Jiřím nucen slíbit, že akcí proti němu zanechá. Svůj slib však nedodržel a brojil proti Jiřímu dál. 3. května byl katolickými pány zvolen v Olomouci za českého krále. V červnu však český zemský sněm tuto volbu odmítl a na návrh Jiřího z Poděbrad uznal nástupnictví Vladislava Jagellonského na český trůn. Zejména na Moravě a ve Slezsku se rozhořely boje mezi příznivci obou znesvářených táborů. Koncem června byl pak ve Veselí nad Moravou zajat Viktorín z Poděbrad a internován na Trenčínském hradě. V listopadu byl však Korvín Jindřichem z Poděbrad poražen v bitvě u Uherského Brodu a donucen ze zemí Koruny české ustoupit do Horních Uher, přičemž se stále mohl opřít o jím kontrolované Brno.
Sjednané příměří vydrželo pouze do jara a roku 1470 vypukly nové boje ve Slezsku, do kterých Jiří z Poděbrad se svým vojskem z Čech vytáhl. V létě Poděbradovy nepřítomnosti v Čechách 1470 využil Matyáš k opětovnému vpádu do země z cílem obsadil České království, které, na rozdíl od Slezska a Moravy, nebyl schopen získat pod svou kontrolu. Útok byl veden z Horních Uher. 26. června byl obléhánHodonín, kde se Uhrům povedlo svést úspěšnou bitvu s oddíly Václava Vlčka, 12. července jej pak Korvnín porazil při bitvě na říčce Valové, aby se Vlčkovy oddíly nemohly s Poděbradovým vojem spojit. Jiřího vojsko se pak ze Slezska přesunulo na jihu Moravy, vedlo úspěšné boje, mj. vyprostilo Uherské Hradiště z obklíčení. Začátkem srpna toho roku tábořilo u Malenovic.

## Průběh tažení

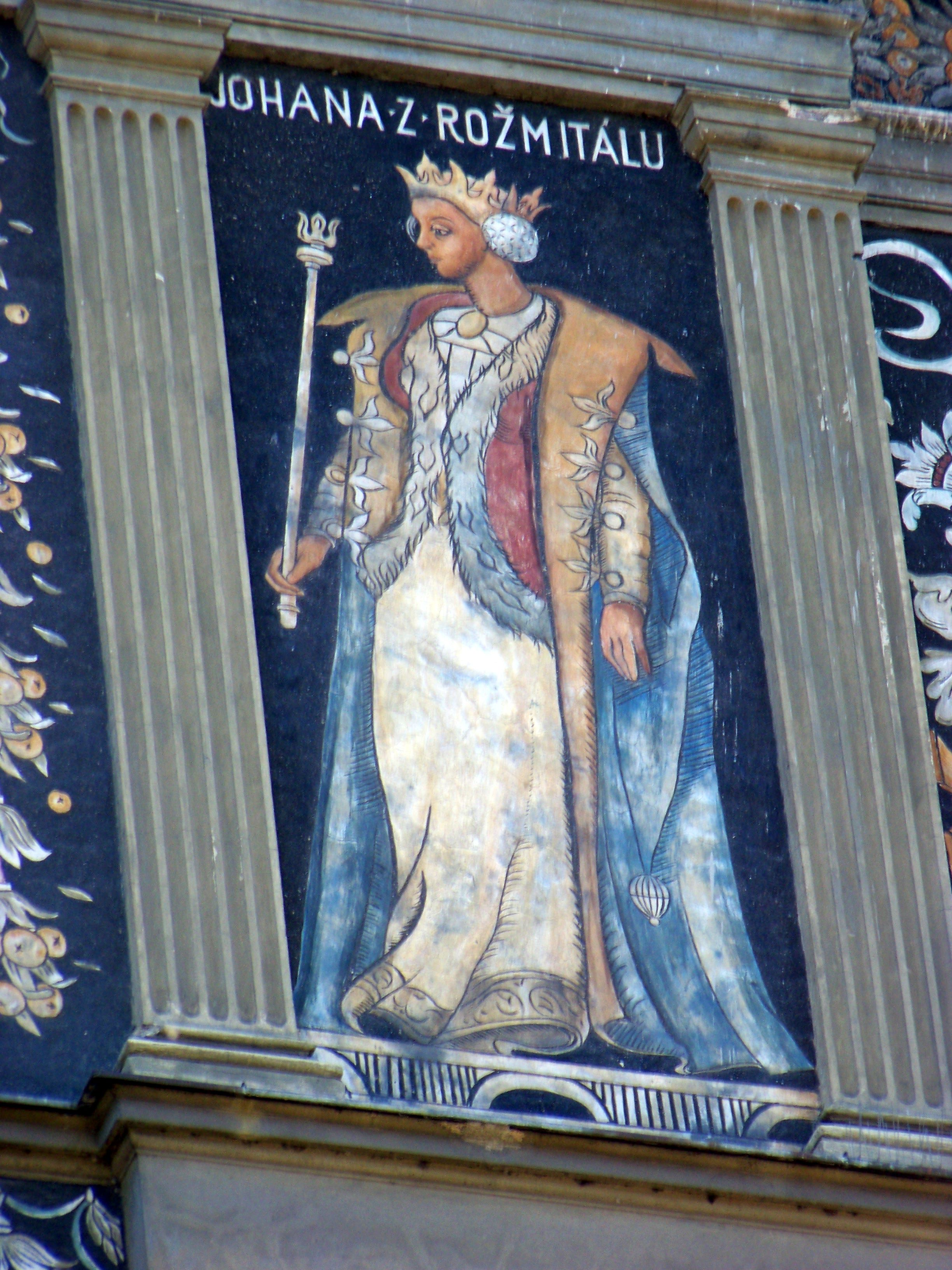
Stylizovaná podoba Johany z Rožmitálu na fasádě neorenesančního městského domu z 19. století, Praha-Smíchov

Začátkem srpna vytáhlo Matyášovo vojsko o síle 10 000 pěchoty a 8000 jezdců z obsazeného Brna k Olomouci, kam dorazilo okolo 16. srpna. Po několika dnech se vydalo směrem přes Moravskou Třebovou a Vysoké Mýto ke Kutné Hoře a Praze. Uherská armáda nenarážející na systematičtější odpor po své trase plenila a vypalovala města.
Zpráva o Korvínově postupu dorazila do Prahy, kde ji převzala královna Johana, Jiřím pověřená zemská regentka. Ta bezvýhradně podporovala politiku a postup svého manžela a rovněž byla dlouhodobě politicky angažovaná a respektovaná. V nastalé situaci bylo nutné Korvnínovi čelit vojensky, z královských vojevůdců Jiřího a syny Viktorína a Jindřicha z Poděbrad však nebyl v Praze nikdo přítomen. Královna Johana následně převzala politickou iniciativu a vydala pokyn ke svolání české zemské hotovosti, tedy mobilizaci a shromáždění ozbrojených jednotek domácí šlechty, do Prahy. Odtud patrně v polovině srpna vyjelo za osobní účasti královny v doprovodu vojenských velitelů z Prahy směrem k předpokládanému Korvínovu postupu, tj. u Kutné Hory. Po zprávách o Korvínově pohybu se do Čech následně vydal s vojskem i král Jiří.
V oblasti východních Čech postupovalo uherské vojsko přibližně stejnou trasou, jako při tažení na začátku roku 1469. Nezdržovalo se dobýváním měst či hradů s cílem co možná nejdříve dosáhnout Prahy, vypalovalo a plenilo tak sídla v krajině. Prošlo okolo Chrudimi, Čáslavi a Kolína, kde jeho přítomnost zaznamenána ještě 25. srpna. V tomto bodě dosáhlo uherské tažení kritického bodu: rostly problémy s nedostatkem potravin, mj. způsobené vlastní taktikou spálené země, pohyby dvou vojů českých vojsk ze západu a východu pak hrozily těžkou uherskou porážkou až nebezpečně přimomínající obklíčení u Vilémova roku 1469. S neochotou k přímé bojové konfronraci s Johaninými silami se uherské vojsko stáhlo přes Jihlavu a Telč (29. srpna) na Vysočině zpět do Brna.
Vojsko české hotovosti pak uherské síly pronásledovalo a údajně mělo připravit Korvína o mnoho jezdců, kteří padli při ústupových střetech. Hovoří se též o nejisté skutečnosti, že se královna měla osobně zúčastnit jednoho z česko-uherských střetů, patrně při uherském ústupu, to však nikoliv se zbraní v ruce. Po tomto zásahu byla pak česká hotovost opět rozpustila. Do Prahy pak dorazil také Jiří, který se již potýkal se závažnými zdravotními komplikacemi.

## Hodnocení tažení
Johanin politicko-vojenský krok lze označit za klíčovou akci, která zabránila Matyáši Korvínovi v rychlém obsazení Prahy v nepřítomnosti zvoleného krále a jeho eventuální korunovaci českým králem. To představovalo zmaření celkem třetího Korvínova pokusu o tažení do Čech, který se opakoval již v letech 1468 a 1469. Poté, co stárnoucí a nemocný Jiří z Poděbrad 22. března roku 1471 zemřel, svolala Johana zemský sněm, kde hájila kroky uvedené v Jiřího závěti. uherskému tlaku začal následně čelit sněmem zvolený následník trůnu Vladislav Jagellonský, podporovaný zesnulým králem i královnou-vdovou Johanou. Ta zemřela roku 1475.
Další boje se pak v příštích letech přenesly díky podpoře Vladislava jeho otcem, polským králem Kazimírem IV., do s Polským královstvím sousedícího Českého Slezska, mj. se zapojením Jindřicha z Poděbrad a jeho bratra Viktorína, roku 1471 propuštěného z uherského zajetí. Spor mezi oběma panovníky formálně urovnala Olomoucká smlouva, střety v dílčí míře však probíhaly až do smrtí Matyáše Korvína smrti roku 1490.
Svolání vojenské hotovosti a její následné vedení do (předpokládané) bitvy osobou královny, jako v případě Johanina tažení, je v historii českého i světového válečnictví poměrně unikátním jevem. Jsou zaznamenány soudobé případy, kdy královny své manžely při tažení doprovázely (Beatrix Provensálská, Markéta Provensálská), kvůli nebezpečnosti celé akce se však jednalo o vzácné případy. Tento politický krok jen svědčí o Johanině politické vyzrálosti a samostatnosti, stejně jako loajalitě politice a ideologii reprezentované Jiřím z Poděbrad, kterým tak odvrátila významné ohrožení moci českým sněmem zvoleného českého krále. Z jiných vládkyň snese tento případ s vojenským angažováním se anglické královny Markéty z Anjou během válek růží v letech 1455–1487, jež byla při boji svých jednotek, spolu s dalšími spojenci, přítomna, eventuálně pak historickému precedentu Jany z Arku jakožto přímé vojenské velitelky bojovníků křesťanského vojska.